# Parlament Kurdistans

Ergebnis der Parlamentswahl 2018
Demokratische Partei Kurdistans: 45 Sitze
Patriotische Union Kurdistans: 21 Sitze
Gorran: 12 Sitze
Bewegung Neue Generation: 8 Sitze
Islamische Gemeinschaft in Kurdistan: 7 Sitze
Islamische Union Kurdistan: 5 Sitze
Sardam Allianz: 1 Sitz
Liste für Freiheit: 1 Sitz
Minderheiten: 11 Sitze

Das Parlament Kurdistans (kurdisch پەرلەمانی كوردستان Parlamena Kurdistanê, kurz Perlemanî Kurdistan) oder PK ist seit 1991 das Einkammer-Parlament der Autonomen Region Kurdistan im Irak. Parlamentspräsident ist seit 2013 Yousef Mohammed Sadiq, sein Stellvertreter Jaafer Nimki.
Das Parlament Kurdistans besteht aus Vertretern verschiedener politischer Parteien oder Listen, die für vier Jahre gewählt werden, um als Repräsentanten ihrer jeweiligen Provinz zu dienen. Das Parlament wird als Nationalversammlung bezeichnet. Die letzte Wahl fand am 30. September 2018 statt.
Das Parlament ist eine aus 111 Mitgliedern bestehende Körperschaft, wobei 11 Sitze für nicht-kurdische Minderheitengemeinschaften der Region Kurdistan reserviert sind. Das Gebäude befindet sich in Arbil, der offiziellen Hauptstadt der Autonomen Region Kurdistan.
Das Parlament hält zwei Sitzungen pro Jahr ab, wobei jede Sitzung eine Spanne von vier Monaten über das ganze Jahr umfasst. Es arbeitet durch Ausschüsse für bestimmte Bereiche wie Gesetzesangelegenheiten, Bildung, Finanzen und Wirtschaft, Außenbeziehungen und Kultur. Gesetzesvorschläge und -Entwürfe werden durch den Ministerrat oder durch mindestens zehn einzelne Mitglieder des Parlaments initiiert, um dann darüber abzustimmen und es schließlich durch den Präsidenten der Autonomen Region Kurdistan verabschieden zu lassen.

## Struktur
Es gibt 111 Sitze, wie vom Gesetz Nr. 1 festgeschrieben, welches durch den Nationalrat 1992 verabschiedet wurde. Zurzeit halten Frauen 39 Abgeordnetensitze inne. Das Gesetz schreibt vor, dass mindestens 30 % der Parlamentarier Frauen sein sollen. Elf Sitze sind für die assyrisch-aramäische, die armenische und die turkmenische Bevölkerungsgruppe in den von der Regionalregierung verwalteten Provinzen reserviert.

## Zusammensetzung
Im Parlament befinden sich folgende Parteien bzw. Bündnisse:
- Gorran
- Demokratische Partei Kurdistans
- Patriotische Union Kurdistans
- Islamische Union Kurdistan (Yekgrtu)
- Islamische Gemeinschaft in Kurdistan (Komall)
- Bewegung Neue Generation
- Islamische Bewegung Kurdistans
- Demokratisch-Sozialistische Partei Kurdistans
- Soziale Gerechtigkeit und Freiheitsliste (Kurdische Kommunistische Partei)
- Dritte Richtung – Partei der Werktätigen
- Turkmen Development List
- Turkmen Reform List
- Irbil Turkmen List
- Turkmen Front
- Rafidain List
- Chaldean, Assyrian and Syriac Assembly
- Abna Rafidain
- Barwan Isan (Unabhängiger Kandidat)